# Oleg Chepel
Oleg Chepel es un deportista bielorruso que compitió para la Unión Soviética en atletismo adaptado. Ganó ocho medallas en los Juegos Paralímpicos de Verano entre los años 1988 y 2000.

## Palmarés internacional
| Representando a la URSS           |                          |                   |                        |
| Juegos Paralímpicos               |                          |                   |                        |
| Año                               | Lugar                    | Medalla           | Prueba                 |
| 1988                              | Seúl (Corea del Sur)     | Medalla de oro    | Salto de altura B3     |
| 1988                              | Seúl (Corea del Sur)     | Medalla de oro    | Salto de longitud B3   |
| 1988                              | Seúl (Corea del Sur)     | Medalla de oro    | Pentatlón B3           |
| Representando al Equipo Unificado |                          |                   |                        |
| Juegos Paralímpicos               |                          |                   |                        |
| Año                               | Lugar                    | Medalla           | Prueba                 |
| 1992                              | Barcelona (España)       | Medalla de oro    | 400 m B3               |
| Representando a Bielorrusia       |                          |                   |                        |
| Juegos Paralímpicos               |                          |                   |                        |
| Año                               | Lugar                    | Medalla           | Prueba                 |
| 1996                              | Atlanta (Estados Unidos) | Medalla de oro    | Salto de altura F10-11 |
| 2000                              | Sídney (Australia)       | Medalla de bronce | 400 m T12              |
| 2000                              | Sídney (Australia)       | Medalla de bronce | Salto de altura F12    |
| 2000                              | Sídney (Australia)       | Medalla de bronce | 4 × 400 m T13          |